# Saison 2014-2015 de l'Olympique de Marseille
Maillots
Chronologie
Saison précédente Saison suivante
La saison 2014-2015 de l'Olympique de Marseille est la quatre-vingt-troisième de l'histoire du club sous l'ère du professionnalisme. Elle débute alors que l'OM n'a remporté aucun trophée lors de la saison 2013-2014 et ne s'est qualifié pour aucune coupe d'Europe. Marcelo Bielsa est à la tête de l'équipe. Le club est par ailleurs engagé dans trois compétitions qui sont la Ligue 1, la Coupe de la Ligue et la Coupe de France.

## Préparation d'avant-saison
Le groupe olympien retenu par Bielsa est le suivant :
- Gardiens : Fabri, Samba
- Défenseurs : Dja Djédjé, Lucas Mendes, B. Mendy, Morel
- Milieux : Amalfitano, Cheyrou, Imbula, Lemina, Romao
- Attaquants : Alessandrini, Batshuayi, Gignac, Thauvin, Payet

Omrani, Kadir, Azouni, N'Doumbou, Sougou et Fanni sont, quant à eux, écartés du groupe professionnel.

## Transferts
| Nom                        | Nationalité   | Transfert                                   | Provenance/Destination   | Division                | Mercato           |
| Débuts de contrat          |               |                                             |                          |                         |                   |
| Marcelo Bielsa             | Argentine     | (Entraîneur)                                | Athletic Bilbao          | Liga BBVA               | Mercato estival   |
| Julien Fabri               | France        | Formé au club (Gardien)                     | Olympique de Marseille B | CFA 2                   | Mercato estival   |
| Baptiste Aloé              | France        | Formé au club (Défenseur)                   | Olympique de Marseille B | CFA 2                   | Mercato estival   |
| Momar Bangoura             | Sénégal       | Formé au club (Milieu)                      | Olympique de Marseille B | CFA 2                   | Mercato estival   |
| Maxime Lopez               | France        | Formé au club (Milieu)                      | Olympique de Marseille B | CFA 2                   | Mercato estival   |
| Bilal Boutobba             | France        | Formé au club (Milieu)                      | Olympique de Marseille B | CFA 2                   | Mercato Hivernale |
| Jérémie Porsan-Clemente    | France        | Formé au club (Attaquant)                   | Olympique de Marseille B | CFA 2                   | Mercato estival   |
| Arrivées                   |               |                                             |                          |                         |                   |
| Romain Alessandrini        | France        | Transfert (5 M€) (Milieu)                   | Stade rennais FC         | Ligue 1                 | Mercato estival   |
| Michy Batshuayi            | Belgique      | Transfert (6 M€) (Attaquant)                | Standard de Liège        | Jupiler Pro             | Mercato estival   |
| Abdelaziz Barrada          | Maroc         | Transfert (4,5 M€) (Milieu)                 | Al-Jazira Club           | UAE League              | Mercato estival   |
| Matheus Dória              | Brésil        | Transfert (6 M€) (Défenseur)                | Botafogo FR              | Série A                 | Mercato estival   |
| Dépenses totales : 21,5 M€ |               |                                             |                          |                         |                   |
| Prêt                       |               |                                             |                          |                         |                   |
| Alef dos Santos Saldanha   | Brésil        | Prêt (Milieu)                               | AA Ponte Preta           | Série B                 | Mercato estival   |
| Lucas Ocampos              | Argentine     | Prêt (option d'achat 11 M€ + 5 M€) (Milieu) | AS Monaco                | Ligue 1                 | Mercato Hivernale |
| Retours de prêt            |               |                                             |                          |                         |                   |
| Foued Kadir                | Algérie       | Retour de prêt (Milieu)                     | Stade rennais FC         | Ligue 1                 | Mercato estival   |
| Morgan Amalfitano          | France        | Retour de prêt (Milieu)                     | West Bromwich Albion     | Barclays Premier League | Mercato estival   |
| Larry Azouni               | France        | Retour de prêt (Milieu)                     | FC Lorient               | Ligue 1                 | Mercato estival   |
| Billel Omrani              | France        | Retour de prêt (Attaquant)                  | AC Arles-Avignon         | Ligue 2                 | Mercato estival   |
| Modou Sougou               | Sénégal       | Retour de prêt (Attaquant)                  | Évian Thonon Gaillard    | Ligue 1                 | Mercato estival   |
| Jordan Ayew                | Ghana         | Retour de prêt (Attaquant)                  | FC Sochaux               | Ligue 1                 | Mercato estival   |
| Adama Guidiala             | Côte d'Ivoire | Retour de prêt (Attaquant)                  | Inter Milan              | Serie A                 | Mercato estival   |
| Prêts                      |               |                                             |                          |                         |                   |
| Saber Khalifa              | Tunisie       | Prêt (Attaquant)                            | Club Africain            | Ligue Pro 1             | Mercato estival   |
| Modou Sougou               | Sénégal       | Prêt (Attaquant)                            | Évian Thonon Gaillard    | Ligue 1                 | Mercato estival   |
| Laurent Abergel            | France        | Prêt (Défenseur)                            | AC Ajaccio               | Ligue 2                 | Mercato estival   |
| Foued Kadir                | Algérie       | Prêt (Milieu)                               | RB Bétis Séville         | Liga BBVA               | Mercato estival   |
| Matheus Dória              | Brésil        | Prêt (option d'achat 12 M€) (Défenseur)     | FC São Paulo             | Serie A                 | Mercato hivernal  |
| Départs                    |               |                                             |                          |                         |                   |
| Florian Raspentino         | France        | Transfert (400 k€) (Attaquant)              | SM Caen                  | Ligue 1                 | Mercato estival   |
| Jordan Ayew                | Ghana         | Transfert (4 M€) (Attaquant)                | FC Lorient               | Ligue 1                 | Mercato estival   |
| Mathieu Valbuena           | France        | Transfert (7 M€) (Milieu)                   | Dynamo Moscou            | Premer-Liga             | Mercato estival   |
| Lucas Mendes               | Brésil        | Transfert (5 M€) (Défenseur)                | El Jaish SC              | Q-League                | Mercato estival   |
| Morgan Amalfitano          | France        | Transfert (1 M€) (Milieu)                   | West Ham U FC            | Barclays Premier League | Mercato estival   |
| Revenus totaux : 17,4 M€   |               |                                             |                          |                         |                   |
| Fins de contrat            |               |                                             |                          |                         |                   |
| Senah Mango                | Togo          | Fin de contrat (Défenseur)                  | Luzenac AP               | National                | Mercato estival   |
| Gennaro Bracigliano        | France        | Fin de contrat (Gardien)                    | Chennaiyin FC            | Indian Super League     | Mercato estival   |
| Souleymane Diawara         | Sénégal       | Fin de contrat (Défenseur)                  | OGC Nice                 | Ligue 1                 | Mercato estival   |
| Larry Azouni               | France        | Contrat résilié (Milieu)                    | Nîmes Olympique          | Ligue 2                 | Mercato estival   |
| Benoît Cheyrou             | France        | Contrat résilié (Milieu)                    | Toronto FC               | MLS                     | Mercato hivernal  |

## Systèmes de jeu
| \| Mandanda Dja Djédjé Nkoulou Fanni Morel B. Mendy Imbula Thauvin Payet A. Ayew Gignac Entr. : Bielsa \| Premier système de jeu utilisé · (3-3-3-1) |
| Mandanda Dja Djédjé Nkoulou Fanni Morel B. Mendy Imbula Thauvin Payet A. Ayew Gignac Entr. : Bielsa                                                  |

| Mandanda Dja Djédjé Nkoulou Fanni Morel B. Mendy Imbula Thauvin Payet A. Ayew Gignac Entr. : Bielsa |

## Compétitions

### Championnat
La Ligue 1 2014-2015 est la soixante-seizième édition du championnat de France de football et la treizième sous l'appellation « Ligue 1 ». La division oppose vingt clubs en une série de trente-huit rencontres. Les meilleurs de ce championnat se qualifient pour les coupes d'Europe que sont la Ligue des champions (le podium) et la Ligue Europa (le quatrième et les vainqueurs des coupes nationales). L'OM participe à cette compétition pour la soixante-cinquième fois de son histoire. Finalement, l'OM finit 4e avec 21 victoires, 6 nuls et 11 défaites - 76 BP et 42 BC.
Les relégués de la saison précédente, l'AC Ajaccio, le FC Sochaux-Montbéliard et le Valenciennes FC, sont remplacés par le FC Metz, champion de Ligue 2 en 2013-2014 après six ans d'absence, le RC Lens, trois ans après l'avoir quittée, et le SM Caen, relégué en Ligue 2 lors de la saison 2011-2012.
| Date                  | Journée | Adversaire    | Lieu | Score | Buteurs de l'OM                                                  | Class. | Ecart de pts avec le leader / 2e!! Public |        |
| --------------------- | ------- | ------------- | ---- | ----- | ---------------------------------------------------------------- | ------ | ----------------------------------------- | ------ |
| samedi 9 août         | 1       | Bastia        | Ext. | 3-3   | Gignac 11e 62e (pen.) Romaric 17e (csc)                          | 8e     | - 2                                       | 15 537 |
| dimanche 17 août      | 2       | Montpellier   | Dom. | 0-2   | -                                                                | 15e    | - 5                                       | 50 774 |
| samedi 23 août        | 3       | Guingamp      | Ext. | 0-1   | Gignac 46e                                                       | 10e    | - 5                                       | 16 901 |
| vendredi 29 août      | 4       | Nice          | Dom. | 4-0   | Payet 19e 48e Thauvin 45e Barrada 88e                            | 4e     | - 3                                       | 39 497 |
| dimanche 14 septembre | 5       | Evian         | Ext. | 1-3   | Gignac 1re Mensah 44e (csc) Thauvin 63e                          | 2e     | - 1                                       | 12 967 |
| samedi 20 septembre   | 6       | Rennes        | Dom. | 3-0   | Gignac 50e 63e Alessandrini 90+3e                                | 1er    | + 0                                       | 46 153 |
| mardi 23 septembre    | 7       | Reims         | Ext. | 0-5   | Gignac 8e 20e Ayew 52e 59e Imbula 74e                            | 1er    | + 2                                       | 17 505 |
| dimanche 28 septembre | 8       | Saint-Étienne | Dom. | 2-1   | Imbula 7e Payet 28e                                              | 1er    | + 2                                       | 55 367 |
| samedi 4 octobre      | 9       | Caen          | Ext. | 1-2   | Romao 74e Gignac 90+3e                                           | 1er    | + 5                                       | 20 501 |
| dimanche 19 octobre   | 10      | Toulouse      | Dom. | 2-0   | Nkoulou 20e Gignac 35e                                           | 1er    | + 7                                       | 61 846 |
| dimanche 26 octobre   | 11      | Lyon          | Ext. | 1-0   | -                                                                | 1er    | + 4                                       | 38 712 |
| dimanche 2 novembre   | 12      | Lens          | Dom. | 2-1   | Nkoulou 10e Thauvin 60e                                          | 1er    | + 4                                       | 52 803 |
| dimanche 9 novembre   | 13      | Paris         | Ext. | 2-0   | -                                                                | 1er    | + 1                                       | 45 961 |
| dimanche 22 novembre  | 14      | Bordeaux      | Dom. | 3-1   | Lemina 60e Gignac 84e Batshuayi 89e                              | 1er    | + 1                                       | 54 323 |
| vendredi 28 novembre  | 15      | Nantes        | Dom. | 2-0   | Thauvin 23e Fanni 40e                                            | 1er    | + 1                                       | 54 103 |
| mardi 2 décembre      | 16      | Lorient       | Ext. | 1-1   | Payet 32e                                                        | 1er    | + 1                                       | 16 011 |
| dimanche 7 décembre   | 17      | Metz          | Dom. | 3-1   | Gignac 43e Ayew 59e Payet 90+2e                                  | 1er    | + 1                                       | 45 537 |
| dimanche 14 décembre  | 18      | Monaco        | Ext. | 1-0   | -                                                                | 1er    | + 1                                       | 12 648 |
| dimanche 21 décembre  | 19      | Lille         | Dom. | 2-1   | Roux 32e (csc) Batshuayi 69e                                     | 1er    | + 2                                       | 62 408 |
| vendredi 9 janvier    | 20      | Montpellier   | Ext. | 2-1   | Omrani 68e                                                       | 2e     | - 1                                       | 20 840 |
| dimanche 18 janvier   | 21      | Guingamp      | Dom. | 2-1   | Lemina 84e Gignac 89e                                            | 2e     | - 1                                       | 42 601 |
| vendredi 23 janvier   | 22      | Nice          | Ext. | 2-1   | Thauvin 77e                                                      | 2e     | - 4                                       | 25 407 |
| samedi 31 janvier     | 23      | Evian         | Dom. | 1-0   | Gignac 49e (pen.)                                                | 2e     | - 2                                       | 46 579 |
| samedi 7 février      | 24      | Rennes        | Ext. | 1-1   | Ocampos 60e                                                      | 2e     | - 2                                       | 25 322 |
| vendredi 13 février   | 25      | Reims         | Dom. | 2-2   | Payet 58e Ayew 69e                                               | 2e     | - 2                                       | 43 653 |
| dimanche 22 février   | 26      | Saint-Étienne | Ext. | 2-2   | Batshuayi 63e 67e                                                | 3e     | - 4                                       | 35 651 |
| vendredi 27 février   | 27      | Caen          | Dom. | 2-3   | Ayew 45+2e Gignac 64e                                            | 3e     | - 4                                       | 44 614 |
| vendredi 6 mars       | 28      | Toulouse      | Ext. | 1-6   | Batshuayi 2e 44e Aloé 7e Moubandje 20e (csc) Ayew 78e Gignac 89e | 3e     | - 4                                       | 19 000 |
| dimanche 15 mars      | 29      | Lyon          | Dom. | 0-0   | -                                                                | 3e     | - 4                                       | 62 832 |
| dimanche 22 mars      | 30      | Lens          | Ext. | 0-4   | Batshuayi 46e 90+3e Romao 67e Ayew 72e                           | 3e     | - 2                                       | 70 122 |
| dimanche 5 avril      | 31      | Paris         | Dom. | 2-3   | Gignac 30e 43e                                                   | 3e     | - 5                                       | 65 148 |
| dimanche 12 avril     | 32      | Bordeaux      | Ext. | 1-0   | -                                                                | 4e     | - 8                                       | 32 408 |
| vendredi 17 avril     | 33      | Nantes        | Ext. | 1-0   | -                                                                | 4e     | - 11                                      | 36 022 |
| vendredi 24 avril     | 34      | Lorient       | Dom. | 3-5   | Ayew 58e Morel 67e Batshuayi 76e                                 | 5e     | - 14                                      | 55 180 |
| vendredi 1er mai      | 35      | Metz          | Ext. | 0-2   | Gignac 38e 62e                                                   | 4e     | - 14                                      | 23 190 |
| dimanche 10 mai       | 36      | Monaco        | Dom. | 2-1   | Ayew 79e Alessandrini 87e                                        | 4e     | - 14                                      | 62 471 |
| samedi 16 mai         | 37      | Lille         | Ext. | 0-4   | Gignac 3e Fanni 27e Alessandrini 70e Ayew 77e                    | 4e     | - 14                                      | 44 286 |
| samedi 23 mai         | 38      | Bastia        | Dom. | 3-0   | Payet 14e Djiku 39e (csc) Ocampos 89e                            | 4e     | - 14                                      | 59 533 |

### Coupe de France de football 2014-2015
| Date               | Tour           | Adversaire             | Lieu | Score         | Buteurs de l'OM        | Public |
| ------------------ | -------------- | ---------------------- | ---- | ------------- | ---------------------- | ------ |
| dimanche 4 janvier | 1/32 de finale | Grenoble Foot 38 (CFA) | Ext. | 3-3 5 à 4 tab | Gignac 6e 33e Ayew 98e | 18 317 |

### Coupe de la ligue 2014-2015
| Date                | Tour           | Adversaire                       | Lieu | Score | Buteurs de l'OM | Public |
| ------------------- | -------------- | -------------------------------- | ---- | ----- | --------------- | ------ |
| mercredi 29 octobre | 1/16 de finale | Stade rennais football club (L1) | Ext. | 2-1   | Batshuayi 19e   | 26 660 |

## Matchs de la saison

### Palmarès de la saison
Palmarès collectif
- Champion d'automne de Ligue 1 (13 victoires, 2 nuls, 4 défaites) .

Palmarès individuel
- Meilleur joueur du mois de septembre UNFP de Ligue 1 : André-Pierre Gignac .
- Meilleur gardien de Ligue 1 : Steve Mandanda .
- Meilleur passeur de Ligue 1 : Dimitri Payet (16 passes décisives) .
- 2e meilleur buteur de Ligue 1 : André-Pierre Gignac (21 buts) .
- 2 joueurs dans l'Equipe Type de Ligue 1 : Steve Mandanda et Dimitri Payet .
- Trophée Parmigiani de l'Olympien du Mois d'août : Dimitri Payet .
- Trophée Parmigiani de l'Olympien du Mois de septembre : André-Pierre Gignac .
- Trophée Parmigiani de l'Olympien du Mois d'octobre :  André-Pierre Gignac .
- Trophée Parmigiani de l'Olympien du Mois de novembre : Dimitri Payet .
- Trophée Parmigiani de l'Olympien du Mois de décembre : Steve Mandanda .
- Trophée Parmigiani de l'Olympien du Mois de janvier : Brice Dja Djédjé .
- Trophée Parmigiani de l'Olympien du Mois de février : André Ayew .
- Trophée Parmigiani de l'Olympien du Mois de mars : Michy Batshuayi .
- Trophée Parmigiani de l'Olympien du Mois d'avril : Dimitri Payet .
- Trophée Parmigiani de l'Olympien du Mois de mai : Dimitri Payet .
- Trophée Parmigiani du Meilleur Olympien de la Saison : Dimitri Payet .

## Effectif professionnel de la saison
Le premier tableau liste l'effectif professionnel de l'OM pour la saison 2014-2015. Le second recense les prêts effectués par le club lors de cette même saison.

## Aspects juridiques et économiques

### Aspects juridiques

#### Organigramme
Le tableau ci-dessous présente l'organigramme de l'Olympique de Marseille pour la saison 2014-2015.
| Fonction                   | Nom                  |
| -------------------------- | -------------------- |
| Président du directoire    | Vincent Labrune      |
| Directeur général          | Philippe Pérez       |
| Directeur général adjoint  | Luc Laboz            |
| Responsable du recrutement | Jean-Philippe Durand |
| Coordinateur sportif       | Louis Vassallucci    |
| Directeur juridique        | Alexandre Mialhe     |
| Secrétaire général         | Cédric Dufoix        |

| Fonction                                      | Nom                  |
| --------------------------------------------- | -------------------- |
| Directeur de la sécurité                      | Guy Cazadamont       |
| Responsable pôles presse, relations publiques | Élodie Malatrait     |
| Président de l'association OM                 | Jean-Pierre Foucault |
| Vice-président de l'association OM            | Robert Nazarétian    |

## Statistiques

### Statistiques européennes
Points et classement dans le classement européen des clubs de football :
| -      | aou | sep | oct | nov | dec | jan | fev | mar | avr | mai | jui |
| points | 764 | 771 | 791 | 798 | 805 | 812 | 818 | 817 | 825 | 821 |     |
| place  | 34e | 34e | 33e | 33e | 33e | 34e | 34e | 34e | 35e | 36e |     |

Coefficient UEFA de l'Olympique Marseille :
| -     | aou    | sep    | oct    | nov    | dec    | jan    | fev    | mar    | avr    | mai    | jui |
| coef. | 53,633 | 53,750 | 54,150 | 54,350 | 54,716 | 55,183 | 55,183 | 55,350 | 55,450 | 55,483 |     |
| place | 28e    | 28e    | 28e    | 29e    | 32e    | 32e    | 32e    | 35e    | 35e    | 35e    |     |

Date de mise à jour : le 1er mai 2015.

### Statistiques collectives

#### En Ligue 1
- Meilleur classement : 1er (J6 à 19)
- Pire classement : 15e (J2)
- Plus grand écart de points avec le 2e : + 7 (J10)
- Plus grand écart de points avec le leader : - 14 (J34 à 38)
- Plus grande série de victoires : 8 (J3 à 10)
- Plus grande série de matchs nuls : 3 (J24 à 26)
- Plus grande série de défaites : 4 (J31 à 34)
- Plus grande série de matchs sans défaites : 8 (J3 à 10)
- Plus grande série de matchs sans victoire : 4 (J24 à 27 / J31 à 34)
- Plus large victoire : 0-5 (contre Reims [J7]) / 1-6 (contre Toulouse [J28])
- Plus large défaite : 0-2 (contre Montpellier [J2]) / 3-5 (contre Lorient [J34]) / 2-0 (contre Paris SG [J13])
- Plus grande série de matchs en marquant au moins un but : 10 (J19 à 28)
- Plus grande série de matchs sans marquer : 2 (J32-33)
- But le plus rapidement marqué par l'OM :   5e (par André-Pierre Gignac contre Evian Thonon [J5])
- But le plus rapidement encaissé :   1re (par Joao Moutinho pour Monaco [J36])
- But le plus tardivement marqué par l'OM :   90+3e (par Romain Alessandrini contre Rennes [J6] / par André-Pierre Gignac contre Caen [J9] / par Michy Batshuayi contre Lens [J30])
- But le plus tardivement encaissé :   90+2e (pen.) (par Claudio Beauvue pour Guingamp [J21])
- Joueur de l'OM ayant marqué un doublé : André-Pierre Gignac (contre Bastia [J1], Rennes [J6], Reims [J7], Paris SG [J31] et Metz [J35]), Dimitri Payet (contre Nice [J4]), André Ayew (contre Reims [J7]), Michy Batshuayi (contre Saint-Étienne [J26], Toulouse [J28] et Lens [J30])
- Joueur adverse ayant marqué un doublé : Christopher Maboulou (pour Bastia [J1]), Jordan Ayew (pour Lorient [J34])
- Rencontre avec le plus de buts marqués par l'OM : 6 (victoire 1-6 contre Toulouse [J28])
- Rencontre avec le plus de buts encaissés : 5 (défaite 3-5 contre Lorient [J34])
- Rencontre la plus prolifique en buts : 8 (défaite 3-5 contre Lorient [J34])
- Rencontre la moins prolifique : 0 (contre Lyon [J29])

#### Toutes compétitions confondues
- Plus large victoire :  0-5 (contre Reims [L1 J7]) / 1-6 (contre Toulouse [L1 J28])
- Plus large défaite : 0-2 (contre Montpellier [L1 J2]) / 3-5 (contre Lorient [L1 J34]) / 2-0 (contre Paris SG [L1 J13])
- But le plus rapidement marqué par l'OM :   5e (par André-Pierre Gignac contre Evian Thonon [L1 J5])
- But le plus rapidement encaissé :   1re (par Joao Moutinho pour Monaco [L1 J36])
- But le plus tardivement marqué par l'OM :   98e (par André Ayew contre Grenoble [CDF 1/32e])
- But le plus tardivement encaissé :   120e (par Sélim Bengriba pour Grenoble [CDF 1/32e])
- Joueur de l'OM ayant marqué un doublé : André-Pierre Gignac (contre Bastia [L1 J1], Rennes [L1 J6], Reims [L1 J7], Paris SG [L1 J31], Metz [L1 J35] et Grenoble [CDF 1/32e]), Dimitri Payet (contre Nice [L1 J4]), André Ayew (contre Reims [L1 J7]), Michy Batshuayi (contre Saint-Étienne [L1 J26], Toulouse [L1 J28] et Lens [L1 J30])
- Joueur adverse ayant marqué un doublé : Christopher Maboulou (pour Bastia [L1 J1]), Jordan Ayew (pour Lorient [L1 J34])
- Rencontre avec le plus de buts marqués par l'OM : 6 (victoire 1-6 contre Toulouse [L1 J28])
- Rencontre avec le plus de buts encaissés : 5 (défaite 3-5 contre Lorient [L1 J34])
- Rencontre la plus prolifique en buts : 8 (défaite 3-5 contre Lorient [L1 J34])
- Rencontre la moins prolifique : 0 (contre Lyon [L1 J29])

| Compétition       | Débute au tour | Termine        | Points | Matches joués | Gagnés | Nuls | Perdus | Buts pour | Buts contre | Différence |
| ----------------- | -------------- | -------------- | ------ | ------------- | ------ | ---- | ------ | --------- | ----------- | ---------- |
| Ligue 1           | -              | 4e             | 69     | 38            | 21     | 6    | 11     | 76        | 42          | +34        |
| Coupe de France   | 1/32 de finale | 1/32 de finale | -      | 1             | 0      | 0    | 1      | 3 (4)     | 3 (5)       | =0 (-1)    |
| Coupe de la Ligue | 1/16 de finale | 1/16 de finale | -      | 1             | 0      | 0    | 1      | 1         | 2           | -1         |
| TOTAL             | -              | -              | -      | 40            | 21     | 6    | 13     | 80 (4)    | 47 (5)      | +33 (-1)   |

### Équipe type (toutes compétitions confondues)
| Mandanda D.Djédjé Nkoulou Morel Mendy Thauvin Imbula Romao Ayew Payet Gignac |
| Équipe type de la saison : 4-2-3-1                                           |

### Statistiques buteurs
| Place   | Nom                  | Championnat de L1 | Coupe de France | Coupe de la Ligue | TOTAL des BUTS |
| 1       | André-Pierre Gignac  | 21 buts           | 2 buts          | 0 but             | 23 buts        |
| 2       | André Ayew           | 10 buts           | 1 but           | 0 but             | 11 buts        |
| 3       | Michy Batshuayi      | 9 buts            | 0 but           | 1 but             | 10 buts        |
| 4       | Dimitri Payet        | 7 buts            | 0 but           | 0 but             | 7 buts         |
| 5       | Florian Thauvin      | 5 buts            | 0 but           | 0 but             | 5 buts         |
| 6       | Romain Alessandrini  | 3 buts            | 0 but           | 0 but             | 3 buts         |
| 7       | Rod Fanni            | 2 buts            | 0 but           | 0 but             | 2 buts         |
| 8       | Lucas Ocampos        | 2 buts            | 0 but           | 0 but             | 2 buts         |
| 9       | Mario Lemina         | 2 buts            | 0 but           | 0 but             | 2 buts         |
| 10      | Nicolas Nkoulou      | 2 buts            | 0 but           | 0 but             | 2 buts         |
| 11      | Gianelli Imbula      | 2 buts            | 0 but           | 0 but             | 2 buts         |
| 12      | Alaixys Romao        | 2 buts            | 0 but           | 0 but             | 2 buts         |
| 13      | Billel Omrani        | 1 but             | 0 but           | 0 but             | 1 but          |
| 14      | Baptiste Aloé        | 1 but             | 0 but           | 0 but             | 1 but          |
| 15      | Abdelaziz Barrada    | 1 but             | 0 but           | 0 but             | 1 but          |
| 16      | Jérémy Morel         | 1 but             | 0 but           | 0 but             | 1 but          |
| #       | contre son camp      | 5 buts            | 0 but           | 0 but             | 5 buts         |
| Détails | 16 buteurs Olympiens | 76 buts           | 3 buts          | 1 but             | 80 BUTS        |

### Statistiques passeurs
| Place   | Nom                   | Championnat de L1 | Coupe de France | Coupe de la Ligue | TOTAL des BUTS |
| 1       | Dimitri Payet         | 16 passes         | 0 passe         | 0 passe           | 16 passes      |
| 2       | Brice Dja Djédjé      | 2 passes          | 1 passe         | 1 passe           | 4 passes       |
| 3       | Benjamin Mendy        | 4 passes          | 0 passe         | 0 passe           | 4 passes       |
| 4       | Romain Alessandrini   | 4 passes          | 0 passe         | 0 passe           | 4 passes       |
| 5       | André Ayew            | 3 passes          | 0 passe         | 0 passe           | 3 passes       |
| 6       | Florian Thauvin       | 3 passes          | 0 passe         | 0 passe           | 3 passes       |
| 7       | Rod Fanni             | 2 passes          | 0 passe         | 0 passe           | 2 passes       |
| 8       | André-Pierre Gignac   | 2 passes          | 0 passe         | 0 passe           | 2 passes       |
| 9       | Alaixys Romao         | 2 passes          | 0 passe         | 0 passe           | 2 passes       |
| 10      | Lucas Ocampos         | 1 passes          | 0 passe         | 0 passe           | 1 passe        |
| 11      | Jérémy Morel          | 0 passe           | 1 passe         | 0 passe           | 1 passe        |
| 12      | Gianelli Imbula       | 1 passe           | 0 passe         | 0 passe           | 1 passe        |
| Détails | 12 passeurs Olympiens | 41 passes         | 2 passes        | 1 passe           | 44 PASSES      |